# Enranger G3

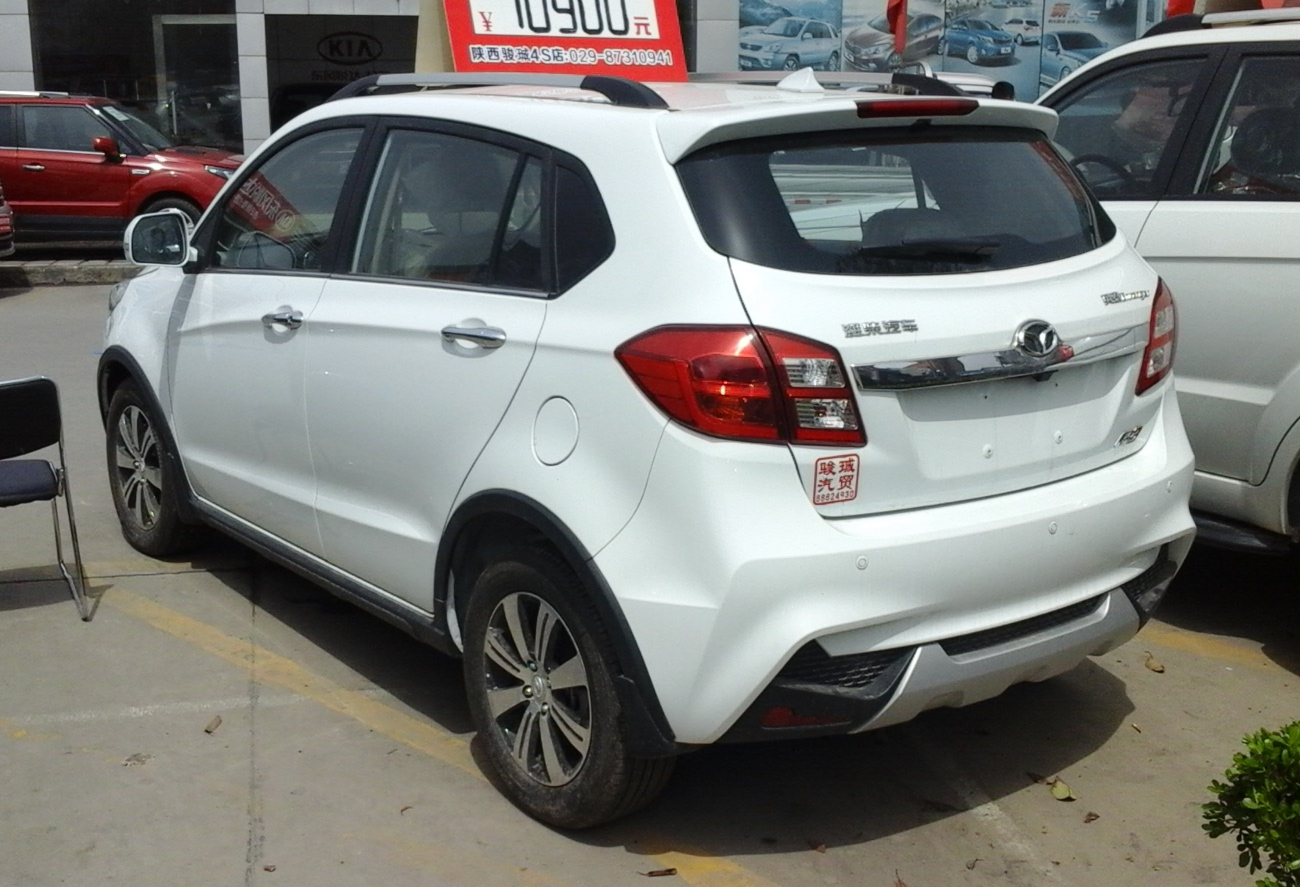
Вид сзади

Enranger G3 — субкомпактный кроссовер, выпускавшийся в Китае подразделением Enranger компании Weichai Auto с 2014 по 2020 год.

## Описание
Ранее известный как Yingzhi S201, Enranger G3 (или Yingzhi G3) являлся первым автомобилем компании Weichai Auto под брендом Enranger.
Малолитражный кроссовер Enranger G3 впервые был представлен в 2014 году в зале вылета аэропорта Вэйфан. Дебют состоялся на Пекинском автосалоне.
В 2016 году автомобиль прошёл рестайлинг. Изменения коснулись интерьера с сенсорным экраном.
Enranger G3 продавался в Китае с августа 2014 года. Цены варьировались от 57900 до 70900 юаней. По состоянию на март 2019 года цены были спроектированы в диапазоне от 56900 до 80800 юаней.

## Технические характеристики
Enranger G3 оснащён 1,5-литровым четырёхцилиндровым бензиновым двигателем мощностью 102 л. с. и крутящим моментом 141 Н·м, который сочетался в паре с пятиступенчатой механической или же бесступенчатой трансмиссией. 1,5-литровый двигатель разрабатывался японской компанией Mitsubishi и выпускался китайской компанией Mianyang Power Machinery Corporation, которая сотрудничала с Weichai Power.